# Пар (река)
Пар (нем. Paar) — река в Германии. Протекает по Баварии. Правый приток Дуная. Речной индекс 134. Площадь бассейна составляет 1239,23 км². Длина реки — 136,83 км.
Истоки находятся близ коммуны Гельтендорф (Верхняя Бавария). Высота истока — 572 м над уровнем моря. На протяжении нескольких десятков километров она течёт параллельно реке Лех. Пар впадает в Дунай в районе Фобурга. Высота устья — 354 м над уровнем моря.
Из городов на реке также расположены Айхах, Шробенхаузен, Манхинг.
В 20 км к западу от Пара протекает 26-километровая речка с тем же названием, также приток Дуная. На картах её обозначают как Малый Пар.